# Arandaspida

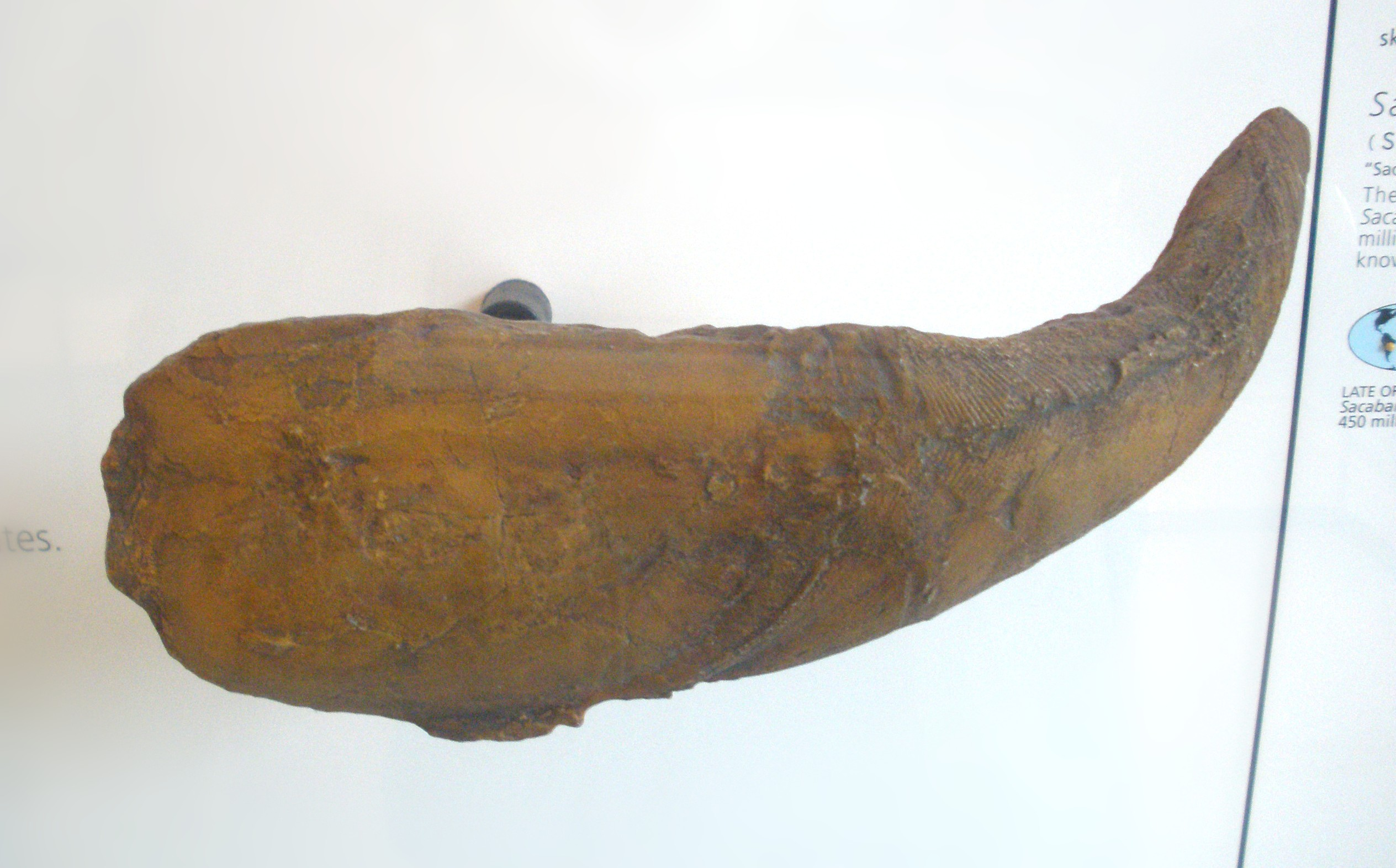
Fossil von Sacabambaspis

Die Arandaspida, auch Arandaspidida oder als Ordnung bei Nelson Arandaspidiformes genannt, sind eine Gruppe ausgestorbener, fischartiger, gepanzerter Wirbeltiere und von Fossilien aus Sedimenten des Ordovizium bekannt. Sie kamen ausschließlich im Meer vor.  

## Merkmale
Die Arandaspida waren kleine bis mittelgroße Fische mit Körperlängen von 10 bis 40 cm. Sie hatten eine fischartige, langgestreckte Gestalt mit einer Schwanzflosse. Der Kopf und der vordere Teil des Körpers waren von einer eher flachen dorsalen und einer konvexen ventralen Knochenplatte bedeckt, dazwischen lagen die Kiemenöffnungen mit speziellen Kiemenplättchen. Dorsale und ventrale Knochenplatte waren aus kleineren Knochenplättchen („Tesserae“) aufgebaut, die an ihrer Basis zusammengewachsen waren. Auf ihrer Außenfläche zeigten sie tropfenförmige oder wie Eichenblätter geformte Tuberkeln. Wahrscheinlich hatten sie keine Dentinauflage. Zwischen dorsaler und ventraler Knochenplatte befanden sich etwa 20 kleinere, rautenförmige Platten, zwischen denen die zahlreichen (10 bis mehr als 15), kleinen Kiemenöffnungen lagen. Alle Knochenplatten waren sehr dünn (< 1 mm) und dreischichtig aus einer dünnen Basalschicht, einer schwammartigen Mittelschicht und einer porösen Außenschicht aufgebaut. Die Augen, die oberhalb der waagerechten, von zahlreichen, länglichen, kleinen Schuppen umgebenen Mundöffnung in einer sehr weit vorne liegenden Ausbuchtung des Dorsalschildes lagen, wurden von einem starken Knochenring geschützt. Zwischen den Augen lagen zwei kleine, nah zusammenstehende Öffnungen, die möglicherweise Nasenöffnungen waren oder ein paariges Pinealorgan enthielten. Wie die meisten rezenten Fische besaßen die Arandaspida ein Seitenlinienorgan, das in schmalen Gruben zwischen den Tuberkeln auf Dorsal- und Ventralschild lag. 
Die innere Anatomie der Tiere ist unbekannt, der Hinterkörper war möglicherweise seitlich abgeflacht und mit langen, vertikal stehenden Schuppen bedeckt. Die nur unvollständig überlieferte Schwanzflosse war eventuell spatenförmig und diphycerk. Paarige Flossen, Rücken- und Afterflosse fehlten.

## Systematik
Die Arandaspida sind die ersten Wirbeltiere, deren Zugehörigkeit zu den Vertebrata nicht angezweifelt wird (im Unterschied zu den Conodonta). Innerhalb der Wirbeltiere gehören sie wegen ihrer großen Dorsal- und Ventralplatten zu den Pteraspidomorphi. Es sind vier Gattungen bekannt, von denen Sacabambaspis am besten erforscht ist. Alle stammen aus dem mittleren Ordovizium, fragmentierte Knochen der Arandaspida wurden jedoch auch aus dem unteren und oberen Ordovizium geborgen. 
Gattungen mit Fundorten:
- Arandaspis (Australien)
- Porophoraspis (Australien)
- Sacabambaspis (Argentinien, Bolivien und Oman)
- Andinaspis (Bolivien)